# Viviane De Muynck
Viviane De Muynck (Mortsel, 4 juni 1946)  is een Vlaamse actrice die deel uitmaakt van het Brusselse theatercollectief Needcompany. Ze is ook regelmatig te zien in film- en tv-producties.

## Overzicht

### Theater
Ze studeerde toneel aan het Conservatorium van Brussel en was leerlinge van Jan Decorte. Aansluitend werkte ze met De Mannen van Den Dam, Maatschappij Discordia, Ivo Van Hove en Jan Joris Lamers.
In 1987 ontving ze de Theo d'Or voor haar rol van Martha in 'Who’s Afraid of Virginia Woolf?' in een regie van Sam Bogaerts bij het Het Gezelschap Van De Witte Kraai. Verder speelde ze onder meer bij Toneelgroep Amsterdam, Nationale Toneel in Den Haag, het Zuidelijk Toneel Eindhoven, het Kaaitheater, Brussel en Muziektheater Transparant. Ze was ook gastartiest bij de Wooster Group (New York).
Sinds '93 is ze vooral actief bij Needcompany. Voor 'DeaDDogsDon’tDance/DJamesDJoyceDeaD' schreef ze samen met Jan Lauwers de tekst. Daarnaast nam zij de bewerking van de tekst 'Alles is ijdelheid' voor zich, naar het gelijknamige boek van Claire Goll. In Frankrijk werd haar reputatie vooral bevestigd door haar optreden in 'De Kamer van Isabella' (2004).
Daarnaast was ze ook als regisseuse aan het werk in Duitsland. In het Deutsches Schauspielhaus in Hamburg creëerde ze in 2000 'Die Vagina Monologe', en - in een bewerking van William Faulkner – 'As I Lay Dying' (2003). In 2006 kreeg zij de Vlaamse Cultuurprijs voor Podiumkunsten.

### Film
Viviane De Muynck acteerde onder meer in Vincent & Theo (regie Robert Altman) en in The Crossing (regie Nora Hoppe). Ze werd tweemaal genomineerd voor het Gouden Kalf op het filmfestival van Utrecht: voor de film De avonden (Rudolf van den Berg) en voor het tv-drama Duister licht van Martin Koolhoven. Voor Gold Fish Game (Jan Lauwers, Needcompany) kreeg ze de 'Grand Jury Honor' op het Slamdance Film Festival (2004).
In 2004 speelde ze in Confituur de rol van Gerda, de bedlegerige schoonzus van hoofdpersonage Emma (Marilou Mermans) en werd hiervoor genomineerd voor de Joseph Plateau Prijs als Beste Belgische Actrice. In 2005 speelde zij mee in de eerste langspeelfilm van Fien Troch, Een ander zijn geluk en in 2006 was ze te zien in de film Vidange Perdue van Geoffrey Enthoven. In 2008 speelde ze mee in het familiedrama Happy Together, ook in een regie van Geoffrey Enthoven en samen met o.a. Chris Lomme en Ben Van Ostade. In 2011 had ze een hoofdrol in Swooni van Kaat Beels en in 2012 in Tot Altijd van Nic Balthazar. In 2013 is ze te zien in Het Vonnis van Jan Verheyen. In 2016 speelt ze de rol van Lisette Crombez in de film Pippa. In 2017 speelde ze de rol van Josée in Sprakeloos van Hilde Van Mieghem en de rol van Jeanne in de film Vele hemels boven de zevende van Jan Matthys. In 2018 speelt ze naast Jan Decleir in Niet Schieten van Stijn Coninx de rol van Metje, de grootmoeder van David Van de Steen, die de jongen opvangt na de overval in Aalst door de Bende van Nijvel

### Televisie
Ze speelde de rol van souffleuse Germaine in Oud België, een 6-delige dramareeks (2010) over de teloorgang van het revuetheater Oud België samen met Stany Crets en Peter Van den Begin. In 2011 was ze ook te zien in de dramareeks Het goddelijke monster op één. In 2013 was ze te zien in de Woestijnvis reeks Met man en macht. In 2015 keerde ze terug in de politieserie Professor T.. Sinds 2024 speelt ze de rol van Bonmamie in het tweede seizoen van Knokke Off.

## Eerbetoon
- 2016 - Carrièreprijs op het Film Fest Gent.
- 2017 - Acteursprijs van de Acteursgilde voor haar vertolking in Sprakeloos op het Film Fest Gent.
- 2018 - Ultima voor Algemene Culturele Verdienste 2017